# Жапи, Жозефин
Жозефин Жапи (фр. Joséphine Japy; род. 12 июля 1994, Париж, Франция) — французская актриса. Дебютировала в кино в 2005 году в фильме «Серые души». В 2012 году снялась в биографическом фильме о жизни Клода Франсуа «Мой путь», где исполнила роль Франс Галль. В 2014 году сыграла одну из главных ролей в фильме Мелани Лоран «Я дышу». Эта роль принесла ей номинации на премии «Сезар» и «Люмьер» в категории «самой многообещающей актрисе» и высокие оценки критиков.

## Фильмография
| Год  |   | Русское название            | Оригинальное название                   | Роль             |
| ---- | - | --------------------------- | --------------------------------------- | ---------------- |
| 2005 | ф | Серые души                  | Les âmes grises                         | дневная красотка |
| 2009 | ф | Нёйи, её мать!              | Neuilly sa mère!                        | Мария            |
| 2011 | ф | Монах                       | Le moine                                | Антония          |
| 2012 | ф | Мой путь                    | Cloclo                                  | Франс Галль      |
| 2014 | ф | Я дышу                      | Respire                                 | Чарли            |
| 2015 | ф | Путешествие из Парижа       | Paris-Willouby                          | Люси             |
| 2016 | ф | Безупречная                 | Irréprochable                           | Одри             |
| 2018 | ф | Спитак                      | Spitak                                  | Маделин          |
| 2019 | ф | Поменяться местами          | Mon inconnue                            | Оливия           |
| 2022 | ф | Жак Мимун и тайна Вал Верде | Jack Mimoun et les secrets de Val Verde | Аурелиа Диас     |

## Награды и номинация
| Награды и номинации              | Награды и номинации | Награды и номинации                            | Награды и номинации | Награды и номинации |
| Награда                          | Год                 | Категория                                      | Итог                |                     |
| -------------------------------- | ------------------- | ---------------------------------------------- | ------------------- | ------------------- |
| Сезар                            | 2015                | Самой многообещающей актрисе за фильм «Я дышу» | Номинация           |                     |
| Люмьер                           | 2015                | Самой многообещающей актрисе за фильм «Я дышу» | Номинация           |                     |
| FEST International Film Festival | 2015                | Лучшая актриса за фильм «Я дышу»               | Победа              |                     |